# Хитрово, Яков Тимофеевич
Я́ков Тимофе́евич Хитрово́ (ум. в 1675 году) — русский военный и государственный деятель, думный дворянин и воевода эпохи Алексея Михайловича, участник польско-русской войны 1654—1667 и усмирения ряда бунтов. Сын дворянина Тимофея Клементьевича Хитрово.

## Биография
В 1634 году Яков Тимофеевич Хитрово, получивший ранение в боях под Смоленском, получил в награду за службу поместный оклад 400 четвертей и 10 рублей деньгами. Находился на воеводствах в Ефремове (1645), Инсаре (1648) и Карпове (1652). В 1653 году Я. Т. Хитрово был в числе дворян, сопровождавших в Польшу «великих послов» князя Бориса Александровича Репнина и Богдана Матвеевича Хитрово. В 1654—1655 годах участвовал в походах царя Алексея Михайловича на Великое княжество Литовское, во время которых был вторично ранен. В 1656 году был городовым воеводой Змиева, в котором согласно указу царя Алексея Михайловича, начал строительство крепости. В 1659 году Яков Тимофеевич Хитрово был отправлен вместе с окольничим князем Дмитрием Алексеевичем Долгоруковым был назначен на воеводство в Казань, где находился до 1661 года.
Будучи участником польско-русской войны, в 1661 году Яков Тимофеевич Хитрово был отослан вместе с Иваном Савостьяновичем Хитрово воеводой на Дон для борьбы с крымскими татарами: после смерти хана Исляма III его преемник Мехмед IV Герай заключает союз с Речью Посполитой. Начав боевые действия удачно, воевода Я. Т. Хитрово захватил несколько татарских улусов, но затем попадает в плен, из которого освобождается через полтора месяца.
В 1664 году Яков Хитрово был пожалован в думные дворяне и отправлен на воеводство в Полтаву. В 1668 году, усмиряя восстание запорожцев, разоряет и заново отстраивает на старом месте город Кременчуг. В 1669 году, будучи воеводой в Тамбове, Яков Хитрово по царскому указу велел описать весь хлеб, собранный в Тамбовском уезде, обмолотить его и доставить в Тамбов, сложив его в житницы и амбары «на случай прихода воинских людей».

## Подавление Разинского бунта
В конце 1670 года участвует в усмирении восстания Степана Разина у Тамбова, Моршанска и Керенска. 11 октября Яков Тимофеевич Хитрово выступил из Тамбова с войском (2670 человек) против мятежников. Между тем в деревне Печенищах, в окрестностях Шацка, собрался большой повстанческий отряд под предводительством Тимофея Мещерякова, к которому присоединились беглые тамбовские казаки и солдаты. Из Печенищ мятежники перешли в село Алгасово и стали там лагерем, разоряя в окрестностях и призывая местных крестьян переходить на их сторону. 22 октября Я. Т. Хитрово осадил обоз восставших, приказав сжечь и разорить село Алгасово. На другой день, 23 октября, лидеры мятежников запросили помилования. Яков Хитрово привёл казаков и солдат к присяге и отпустил их в Тамбов. Однако Тимофей Мещеряков не пошел на царскую службу и вскоре собрал новый крупный отряд мятежников.
11 декабря Яков Тимофеевич Хитрово выступил из Щацка на Керенск, который недавно был захвачен мятежниками. По пути к Керенску, в деревне Ачадове, тамбовский воевода имел бой с повстанцами. При помощи отряда смоленской, бельской[уточнить] и рославльской шляхты под командованием полковника Дениса Швыйковского Яков Хитрово разгромил мятежников, которые вынуждены были сдаться. «Полковник Денис Швыйковский с своею смоленскою, бельскою и рославскою шляхтою приступали к деревне жестокими приступами, не щадя голов своих, приезжали к воровскому обозу, на воровских людей на пику, пику секли и обоз ломали; много шляхты было переранено тяжёлыми ранами, пробиты насквозь пиками и рогатинами, иные из пищалей и луков прострелены». После этого отряды Я. Т. Хитрово освободили Керенскую крепость. Полковник Д. Швыйковский вступил в Керенск без боя. Вскоре после этого Яков Хитрово был отозван из Тамбова в Москву, а на его место был прислан новый воевода, стольник князь Борис Ефимович Мышецкий.

## Последние годы службы
22 января 1671 года думный дворянин Яков Тимофеевич Хитрово присутствовал на второй свадьбе царя Алексея Михайловича с Натальей Кирилловной Нарышкиной, а 19 марта обедал у царя вместе с другими воеводами, участвовавшими в подавлении разинского восстания. Получил в награду шубу под атласом золотным, его денежный оклад был увеличен.
Уже в 1672 году Яков Хитрово посылается в Сибирь, на Урал, чтобы построить город на реке Тасмани и на поиски серебряной руды. Его товарищем (заместителем) был назначен сын Бенедикт Яковлевич Хитрово, для поисков серебра были отправлены мастера и служилые иностранцы. Я. Т. Хитрово повез с собой много пушек, пищалей, пороха и свинца. Пашенные крестьяне из царских владений доставляли на Урал хлебные запасы, казну, всё необходимое для добычи руды и лес для строительства крепости. Для постройки и охраны нового города были присланы выборные со всех городов дети боярские, рейтары и солдаты. В 1673 году Яков Тимофеевич Хитрово писал верхотурскому воеводе Хрущову о присылке в Чусовскую слободу кормщиков и гребцов на струги, для отправки «рудознатцев» по рекам Серебряной и Усве. Однако предприятие оканчивается неудачно. В течение двух лет серебряную руду безуспешно искали по реке Тобол, в Кузнецком остроге, на Красном Яре, в Томском уезде. После неудачных поисков правительство приказало Якову Хитрово вернуться в Москву, распустить по домам служилых людей, сжечь построенный город на Урале, а боеприпасы отправить в Тобольск.
В 1674 году Яков Тимофеевич Хитрово был вторично назначен воеводой на Дон вместе с князем Петром Ивановичем Хованским. После прибытия на воеводство Яков Хитрово стал ссориться с прежним воеводой Иваном Савостьяновичем Хитрово. 25 февраля 1675 года на его место был назначен князь Иван Михайлович Кольцов-Мосальский.
В конце 1675 года воевода Яков Тимофеевич Хитрово скончался, вскоре после возвращения на Дон.